# 500 kilomètres de Magny-Cours FIA GT 2004
Navigation
Édition précédente Édition suivante
Les 500 kilomètres de Magny-Cours 2004 FIA GT, disputées le 2 mai 2004 sur le circuit de Nevers Magny-Cours, sont la troisième manche du championnat FIA GT 2004.

## Course

### Classement de la course
Classement à l'issue de la course (vainqueurs de catégorie en gras), :
| Position | Classe | No | Équipe                                       | Pilotes                                                    | Châssis                   | Pneus | Tours |
| Position | Classe | No | Équipe                                       | Pilotes                                                    | Moteur                    | Pneus | Tours |
| -------- | ------ | -- | -------------------------------------------- | ---------------------------------------------------------- | ------------------------- | ----- | ----- |
| 1        | GT     | 5  | Vitaphone Racing Team Konrad Motorsport      | Michael Bartels Uwe Alzen                                  | Saleen S7-R               | P     | 105   |
| 1        | GT     | 5  | Vitaphone Racing Team Konrad Motorsport      | Michael Bartels Uwe Alzen                                  | Ford 7.0L V8              | P     | 105   |
| 2        | GT     | 17 | JMB Racing                                   | Karl Wendlinger Toto Wolff Robert Lechner                  | Ferrari 575 GTC           | M     | 105   |
| 2        | GT     | 17 | JMB Racing                                   | Karl Wendlinger Toto Wolff Robert Lechner                  | Ferrari 6.0L V12          | M     | 105   |
| 3        | GT     | 2  | BMS Scuderia Italia                          | Fabrizio Gollin Luca Cappellari                            | Ferrari 550 GTS Maranello | M     | 105   |
| 3        | GT     | 2  | BMS Scuderia Italia                          | Fabrizio Gollin Luca Cappellari                            | Ferrari 5.9L V12          | M     | 105   |
| 4        | GT     | 1  | BMS Scuderia Italia                          | Matteo Bobbi Gabriele Gardel                               | Ferrari 550 GTS Maranello | M     | 105   |
| 4        | GT     | 1  | BMS Scuderia Italia                          | Matteo Bobbi Gabriele Gardel                               | Ferrari 5.9L V12          | M     | 105   |
| 5        | GT     | 4  | Konrad Motorsport                            | Franz Konrad Walter Lechner, Jr. Toni Seiler               | Saleen S7-R               | P     | 105   |
| 5        | GT     | 4  | Konrad Motorsport                            | Franz Konrad Walter Lechner, Jr. Toni Seiler               | Ford 7.0L V8              | P     | 105   |
| 6        | GT     | 11 | G.P.C. Giesse Squadra Corse                  | Philipp Peter Fabio Babini                                 | Ferrari 575 GTC           | P     | 104   |
| 6        | GT     | 11 | G.P.C. Giesse Squadra Corse                  | Philipp Peter Fabio Babini                                 | Ferrari 6.0L V12          | P     | 104   |
| 7        | GT     | 27 | Creation Autosportif                         | Jamie Campbell-Walter Jamie Derbyshire                     | Lister Storm              | D     | 103   |
| 7        | GT     | 27 | Creation Autosportif                         | Jamie Campbell-Walter Jamie Derbyshire                     | Jaguar 7.0L V12           | D     | 103   |
| 8        | N-GT   | 99 | Freisinger Motorsport                        | Sascha Maassen Lucas Luhr                                  | Porsche 911 GT3 RSR (996) | M     | 103   |
| 8        | N-GT   | 99 | Freisinger Motorsport                        | Sascha Maassen Lucas Luhr                                  | Porsche 3.6L Flat-6       | M     | 103   |
| 9        | N-GT   | 50 | Yukos Freisinger Motorsport                  | Emmanuel Collard Stéphane Ortelli                          | Porsche 911 GT3 RSR (996) | M     | 102   |
| 9        | N-GT   | 50 | Yukos Freisinger Motorsport                  | Emmanuel Collard Stéphane Ortelli                          | Porsche 3.6L Flat-6       | M     | 102   |
| 10       | GT     | 10 | Zwaans GTR Racing Team                       | Christophe Bouchut Henrik Roos Arjan van der Zwaan         | Chrysler Viper GTS-R      | D     | 101   |
| 10       | GT     | 10 | Zwaans GTR Racing Team                       | Christophe Bouchut Henrik Roos Arjan van der Zwaan         | Chrysler 8.0L V10         | D     | 101   |
| 11       | GT     | 9  | Zwaans GTR Racing Team                       | Klaus Abbelen Rob van der Zwaan                            | Chrysler Viper GTS-R      | D     | 101   |
| 11       | GT     | 9  | Zwaans GTR Racing Team                       | Klaus Abbelen Rob van der Zwaan                            | Chrysler 8.0L V10         | D     | 101   |
| 12       | GT     | 8  | Ray Mallock Ltd.                             | Chris Goodwin Miguel Ramos                                 | Saleen S7-R               | D     | 101   |
| 12       | GT     | 8  | Ray Mallock Ltd.                             | Chris Goodwin Miguel Ramos                                 | Ford 7.0L V8              | D     | 101   |
| 13       | GT     | 19 | JMB                                          | Stéphane Daoudi Antoine Gosse Peter Kutemann               | Ferrari 575 GTC           | M     | 100   |
| 13       | GT     | 19 | JMB                                          | Stéphane Daoudi Antoine Gosse Peter Kutemann               | Ferrari 6.0L V12          | M     | 100   |
| 14       | N-GT   | 77 | Yukos Freisinger Motorsport                  | Nikolai Fomenko Alexei Vasilyev                            | Porsche 911 GT3 RSR (996) | M     | 98    |
| 14       | N-GT   | 77 | Yukos Freisinger Motorsport                  | Nikolai Fomenko Alexei Vasilyev                            | Porsche 3.6L Flat-6       | M     | 98    |
| 15       | GT     | 22 | Wieth Racing                                 | Wolfgang Kaufmann Vittorio Zoboli                          | Ferrari 550 Maranello     | D     | 96    |
| 15       | GT     | 22 | Wieth Racing                                 | Wolfgang Kaufmann Vittorio Zoboli                          | Ferrari 6.0L V12          | D     | 96    |
| 16       | N-GT   | 69 | Proton Competition                           | Gerold Ried Christian Ried                                 | Porsche 911 GT3 RS (996)  | D     | 102   |
| 16       | N-GT   | 69 | Proton Competition                           | Gerold Ried Christian Ried                                 | Porsche 3.6L Flat-6       | D     | 102   |
| 17       | GT     | 13 | G.P.C. Giesse Squadra Corse                  | Emanuele Naspetti Mike Hezemans                            | Ferrari 575 GTC           | P     | 91    |
| 17       | GT     | 13 | G.P.C. Giesse Squadra Corse                  | Emanuele Naspetti Mike Hezemans                            | Ferrari 6.0L V12          | P     | 91    |
| 18       | N-GT   | 57 | Vonka Racing                                 | Jan Vonka Mauro Casadei                                    | Porsche 911 GT3 R (996)   | P     | 84    |
| 18       | N-GT   | 57 | Vonka Racing                                 | Jan Vonka Mauro Casadei                                    | Porsche 3.6L Flat-6       | P     | 84    |
| 19 NC    | GT     | 28 | Graham Nash Motorsport                       | Paolo Ruberti Luca Pirri-Ardizzone Jesús Diez de Villaroel | Saleen S7-R               | D     | 56    |
| 19 NC    | GT     | 28 | Graham Nash Motorsport                       | Paolo Ruberti Luca Pirri-Ardizzone Jesús Diez de Villaroel | Ford 7.0L V8              | D     | 56    |
| 20 NC    | N-GT   | 56 | AB Motorsport                                | Bruno Barbaro Antonio De Castro Renato Premoli             | Porsche 911 GT3 RS (996)  | D     | 28    |
| 20 NC    | N-GT   | 56 | AB Motorsport                                | Bruno Barbaro Antonio De Castro Renato Premoli             | Porsche 3.6L Flat-6       | D     | 28    |
| 21 DNF   | N-GT   | 59 | Jens Petersen Racing                         | Jens Petersen Oliver Mathai Jan-Dirk Lueders               | Porsche 911 GT3 RS (996)  | D     | 70    |
| 21 DNF   | N-GT   | 59 | Jens Petersen Racing                         | Jens Petersen Oliver Mathai Jan-Dirk Lueders               | Porsche 3.6L Flat-6       | D     | 70    |
| 22 DNF   | GT     | 18 | JMB Racing                                   | Ian Khan Bert Longin Thomas Bleiner                        | Ferrari 575 GTC           | M     | 69    |
| 22 DNF   | GT     | 18 | JMB Racing                                   | Ian Khan Bert Longin Thomas Bleiner                        | Ferrari 6.0L V12          | M     | 69    |
| 23 DNF   | N-GT   | 62 | G.P.C. Giesse Squadra Corse                  | Fabrizio de Simone Christian Pescatori                     | Ferrari 360 Modena GTC    | P     | 67    |
| 23 DNF   | N-GT   | 62 | G.P.C. Giesse Squadra Corse                  | Fabrizio de Simone Christian Pescatori                     | Ferrari 3.6L V8           | P     | 67    |
| 24 DNF   | GT     | 3  | Care Racing Developments BMS Scuderia Italia | Stefano Livio Enzo Calderari Lilian Bryner                 | Ferrari 550 GTS Maranello | M     | 44    |
| 24 DNF   | GT     | 3  | Care Racing Developments BMS Scuderia Italia | Stefano Livio Enzo Calderari Lilian Bryner                 | Ferrari 5.9L V12          | M     | 44    |
| 25 DNF   | GT     | 7  | Ray Mallock Ltd.                             | Mike Newton Thomas Erdos                                   | Saleen S7-R               | D     | 1     |
| 25 DNF   | GT     | 7  | Ray Mallock Ltd.                             | Mike Newton Thomas Erdos                                   | Ford 7.0L V8              | D     | 1     |